# Ovidiu Hoban
Ovidiu Ștefan Hoban (* 27. Dezember 1982 in Baia Mare) ist ein ehemaliger rumänischer Fußballspieler. Der Mittelfeldspieler verbrachte seine Fußballkarriere hauptsächlich in Rumänien und in Israel und konnte in dieser Zeit in beiden Ländern mehrmals die nationale Meisterschaft gewinnen. Dazu war er zwischen 2013 und 2017 Nationalspieler von Rumänien und nahm mit der Auswahlmannschaft an der Europameisterschaft 2016 in Frankreich teil.

## Karriere

### Verein
Im Jahr 2004 kehrte Hoban aus Deutschland zurück, wo er zuvor beim FK Clausen in der Verbandsliga Südwest gespielt hatte, und schloss sich Erstligist FC Universitatea Craiova an. Nach nur einem Einsatz in der Saison 2004/05 wechselte er in der Winterpause zum FC Bihor Oradea in die Divizia B. Im Sommer 2005 heuerte er beim Ligakonkurrenten Gaz Metan Mediaș an. Dort wurde er zur Stammkraft und kämpfte mit dem Klub in den folgenden Jahren um den Aufstieg ins Oberhaus. Nach dem Aufstieg 2008 blieb er auch eine Liga höher fester Bestandteil des Teams und sicherte dort den Klassenverbleib. Trotz eines siebenten Platzes am Ende der Spielzeit 2010/11 erreichte er mit Gaz Metan die Qualifikationsrunden zur Europa League. Dort schaltete er mit seinem Team zunächst den Kuopion PS und den Bundesligisten 1. FSV Mainz 05 aus, ehe er in den Play-offs gegen Austria Wien ausschied.
Zu Beginn des Jahres 2012 verließ Hoban Mediaș zu Ligakonkurrent Universitatea Cluj. Ein halbes Jahr später schloss er sich Petrolul Ploiești an. Mit seinem neuen Klub schloss er die Saison 2012/13 auf dem dritten Platz ab und gewann mit dem Pokalsieg 2013 seinen ersten Titel.
Im September 2014 wechselte er zu Hapoel Be’er Scheva in die israelische Ligat ha’Al, wo er sich als Stammspieler durchsetzen konnte. In der Saison 2014/15 kam Hoban in 33 Spielen zum Einsatz (ein Tor). In der Saison 2015/16 lief er 34-mal für Hapoel auf, erzielte vier Tore und konnte mit seinem Team die israelische Meisterschaft gewinnen.

### Nationalmannschaft
Hoban wurde im Juni 2013 von Nationaltrainer Victor Pițurcă erstmals in des Kreis der rumänischen Nationalmannschaft berufen und bestritt am 4. Juni 2013 im Freundschaftsspiel gegen Trinidad und Tobago sein erstes Länderspiel, als er zur zweiten Halbzeit für Nicolae Grigore eingewechselt wurde. Am 14. August 2013 stand er gegen die Slowakei erstmals in der Startaufstellung.
Nachdem er in der ersten Jahreshälfte 2014 nicht mehr berücksichtigt worden war, gehörte er mit Beginn der Qualifikation zur Europameisterschaft 2016 im September 2014 zum festen Stamm. Nach der erfolgreichen Qualifikation für die Endrunde der EM in Frankreich nominierte Trainer Anghel Iordănescu Hoban für den rumänischen Kader des Turniers. In der Eröffnungspartie gegen Frankreich und im dritten Spiel gegen Albanien stand er in der Startelf. Im zweiten Spiel gegen die Schweiz wurde er zur Halbzeit für den verletzten Mihai Pintilii eingewechselt. Nach der Gruppenphase belegte das Team Platz 4 und schied aus.
Sein 30. und letztes Länderspiel für Rumänien bestritt er am 14. November 2017 im Freundschaftsspiel gegen die Türkei.

## Erfolge
Gaz Metan Mediaș
- Aufstieg in die Liga 1: 2008

Petrolul Ploiești
- Rumänischer Pokalsieger: 2013

Hapoel Be’er Scheva
- Israelischer Meister (2): 2016, 2017
- Israelischer Superpokalsieger: 2016
- Israelischer Ligapokalsieger: 2017

CFR Cluj
- Rumänischer Meister (5): 2018, 2019, 2020, 2021, 2022
- Rumänischer Superpokalsieger (2): 2018, 2020